# Наруцкий, Деонисий Сильвестрович
Деонисий Сильвестрович Наруцкий (1904—1960) — полковник Советской Армии, участник Великой Отечественной войны, Герой Советского Союза (1945).

## Биография
Деонисий Наруцкий родился 18 октября 1904 года в деревне Малый Смольгов (ныне — Любанский район Минской области Белоруссии). Учился на рабфаке, работал токарем на заводе. В 1926 году Наруцкий был призван на службу в Рабоче-крестьянскую Красную Армию. В 1932 году он окончил Орловскую бронетанковую школу. Участвовал в польском походе и советско-финской войне. С первого дня Великой Отечественной войны — на её фронтах. В 1943 году окончил курсы усовершенствования командного состава.
К январю 1945 года гвардии подполковник Деонисий Наруцкий командовал 396-м гвардейским самоходным артиллерийским полком (5-й ударной армии, 1-го Белорусского фронта). Отличился во время освобождения Польши. 14 января 1945 года полк Наруцкого вёл бои в районе посёлка Грабув-Полицион в 5 километрах к югу от города Варка. Всего же он продвинулся на 80 километров, уничтожив 2 танка, 31 артиллерийское орудий, 21 миномёт, 93 пулемёта, несколько сотен вражеских солдат и офицеров, что способствовало успешному окружению немецкой группировки в Варшаве.
Указом Президиума Верховного Совета СССР от 24 марта 1945 года за «образцовое выполнение боевых заданий командования на фронте борьбы с немецкими захватчиками и проявленные при этом отвагу и геройство» гвардии подполковник Деонисий Наруцкий был удостоен высокого звания Героя Советского Союза с вручением ордена Ленина и медали «Золотая Звезда» за номером 5663.
В 1946 году в звании полковника Наруцкий был уволен в запас. Проживал и работал в Москве. Скончался 4 октября 1960 года, похоронен на Преображенском кладбище Москвы.

## Награды
Был также награждён двумя орденами Красного Знамени, орденами Кутузова 2-й степени, Суворова 3-й степени, Отечественной войны 2-й степени и Красной Звезды, рядом медалей.

## Память
В честь Наруцкого названы улицы в Солигорске и посёлке Мирный Солигорского района Минской области Белоруссии.